# Woofferton
Woofferton est un village au sud de Ludlow, dans le Shropshire, en Angleterre. Il est l'un des villages les plus au sud du Shropshire et se trouve à la frontière avec le Herefordshire. Il fait partie de la paroisse civile de Richard's Castle. Le plus grand village du Herefordshire, Brimfield, se trouve juste au sud, à la frontière.

## Transport
Woofferton se trouve au carrefour de la route A49 Ludlow-Leominster (nord-sud), de la route A456 qui se dirige vers l’est et de la B4362 (vers l’ouest). 
La ligne de chemin de fer est utilisée par Welsh Marches line, ou encore Transport for Wales, mais aucun train ne s'arrête depuis la fermeture de la gare.

## Lieux d'intérêt
Il est surtout connu pour la station de transmission de Woofferton (caractéristique notable du paysage de la région) et son Travelodge. 